# Trombocytoza
Trombocytoza – zwiększenie liczby płytek krwi u człowieka powyżej 450 tys./mm³. Występuje w wielu chorobach, między innymi o podłożu zakaźnym, autoimmunologicznym (np. w chorobie Kawasakiego i Crohna), nowotworach i przy zażywaniu niektórych leków.